# Steve Krisiloff
Steve Krisiloff (ur. 7 lipca 1946 roku w Parsippany) – amerykański kierowca wyścigowy.

## Życiorys
Krisiloff rozpoczął karierę w międzynarodowych wyścigach samochodowych w 1969 roku od startów w USAC National Championship. Z dorobkiem 355 punktów został sklasyfikowany na 28 pozycji w końcowej klasyfikacji kierowców. W późniejszym okresie Amerykanin pojawiał się także w stawce CART Indy Car World Series, Indianapolis 500, USAC Gold Crown Championship.
W CART Indy Car World Series Krisiloff startował w latach 1979, 1981, 1983-1984. Najlepszy wynik Amerykanin osiągnął w 1979 roku, kiedy uzbierane 279 punktów dało mu dziewiętnaste miejsce w klasyfikacji generalnej.